# Go Live (album)
Go Live (viết cách điệu: GO LIVE; tiếng Hàn: GO生, tiếng Latinh: Gosaeng) là album phòng thu tiếng Hàn đầu tiên của nhóm nhạc nam Hàn Quốc Stray Kids, được phát hành bởi JYP Entertainment vào ngày 17 tháng 6 năm 2020 và phân phối thông qua Dreamus. Đĩa đơn chính, "God's Menu" (tiếng Hàn: 神메뉴, tiếng Latinh: Shinme-nyu), được phát hành cùng ngày. Tiếp đến là "Easy" vào ngày 5 tháng 7 năm 2020.
Album tái bản có tựa đề In Life (viết cách điệu: IN LIFE; tiếng Hàn: IN生, tiếng Latinh: Insaeng) được phát hành vào ngày 14 tháng 9 năm 2020, cùng với tám bài hát mới, bao gồm cả đĩa đơn chính "Back Door".

## Bối cảnh và phát hành
Vào ngày 27 tháng 5 năm 2020, nhóm thông báo sẽ phát hành album phòng thu đầu tiên mang tên Go Live vào ngày 17 tháng 6 năm 2020 trên tài khoản Twitter chính thức của Stray Kids. Ba thành viên gồm Bang Chan, Changbin và Han đã tham gia rất nhiều vào quá trình viết và sản xuất album lần này.
Tiêu đề của album, phát âm là gosaeng  (Hangul: 고생), mang nghĩa khó khăn, liên quan đến một trong những vấn đề cốt lõi của album. Tên tiếng Anh của album đề cập đến mong muốn của nhóm tiếp tục tiến về phía trước và sống mà không bị bất cứ điều gì cản trở. Các thành viên của nhóm cho biết dự án lần này liên quan đến việc thử nghiệm nhiều thể loại khác nhau, từ trap, hip hop, acoustic rock cho tới EDM.

## Hiệu suất thương mại
Go Live đã đứng đầu bảng xếp hạng Gaon Album Chart đồng thời hạ cánh ở vị trí thứ năm trên bảng xếp hạng hàng tháng với 243.462 bản được bán ra, trở thành album bán chạy nhất của nhóm từ trước đến nay. Tính đến tháng 8 năm 2020, album đã nhận được chứng nhận Bạch kim từ Gaon Chart (dành cho album bán được hơn 250.000 bản), trở thành album đầu tiên của nhóm làm được điều này.
Đĩa đơn "God's Menu" ra mắt ở vị trí thứ 144 trên Gaon Weekly Download Chart, trở thành đĩa đơn đầu tiên của nhóm xuất hiện ở hạng mục chính tại bảng xếp hạng kỹ thuật số của Gaon (kỹ thuật số, lượt tải xuống và lượng người nghe trực tuyến).

## Danh sách bài hát
Nguồn tham khảo từ Melon.
| STT              | Nhan đề                    | Phổ lời                                                       | Phổ nhạc                                                         | Arrangement                                        | Thời lượng |
| ---------------- | -------------------------- | ------------------------------------------------------------- | ---------------------------------------------------------------- | -------------------------------------------------- | ---------- |
| 1.               | "Go Live" (GO生)           | 3racha                                                        | 3racha Amanda MNDR Warner Peter Wade Keusch                      | Amanda MNDR Warner Peter Wade Keusch               | 1:51       |
| 2.               | "God's Menu" (神메뉴)      | 3racha                                                        | 3racha Versachoi                                                 | Versachoi                                          | 2:48       |
| 3.               | "Easy"                     | 3racha                                                        | 3racha Mike Daley Mike J Henry Oyekanmi Mitchell Owens           | Mike Daley Mitchell Owens                          | 3:03       |
| 4.               | "Pacemaker"                | 3racha Jinri (Full8loom)                                      | 3racha Jinri (Full8loom) Glory Face (Full8loom) Jake (ARTiffect) | Glory Face (Full8loom) Jake (ARTiffect)            | 3:11       |
| 5.               | "Airplane" (비행기)        | MosPick $un Young Chance Bang Chan (3racha) Changbin (3racha) | MosPick $un Young Chance Bang Chan (3racha) Changbin (3racha)    | MosPick $un                                        | 3:35       |
| 6.               | "Another Day" (일상)       | Han (3racha)                                                  | Han (3racha) Bang Chan (3racha)                                  | Bang Chan (3racha)                                 | 2:47       |
| 7.               | "Phobia"                   | 3racha Versachoi                                              | Versachoi Albin Nordqvist                                        | Versachoi                                          | 3:33       |
| 8.               | "Blueprint" (청사진)       | Lee Seuran earattack 3racha                                   | earattack Eniac                                                  | earattack Eniac                                    | 4:11       |
| 9.               | "Ta" (타)                  | 3racha                                                        | 3racha Lee Haesol                                                | Lee Haesol                                         | 3:29       |
| 10.              | "Haven"                    | Bang Chan (3racha)                                            | Bang Chan (3racha) Versachoi                                     | Bang Chan (3racha) Versachoi                       | 3:20       |
| 11.              | "Top" (Tower of God OP)    | Armadillo 3racha                                              | Armadillo 3racha Rangga Gwon Yeongchan                           | Armadillo Bang Chan (3racha) Rangga Gwon Yeongchan | 3:06       |
| 12.              | "Slump" (Tower of God ED)  | Han (3racha)                                                  | Han (3racha) Bang Chan (3racha)                                  | Bang Chan (3racha)                                 | 2:12       |
| 13.              | "Gone Days"                | Bang Chan (3racha)                                            | Bang Chan (3racha) Trippy                                        | Giriboy Minit                                      | 3:15       |
| 14.              | "On Track" (바보라도 알아) | Changbin (3racha) KZ B.O.                                     | Changbin (3racha) KZ Tae Bongee B.O.                             | KZ Tae Bongee                                      | 3:28       |
| Tổng thời lượng: | Tổng thời lượng:           | Tổng thời lượng:                                              | Tổng thời lượng:                                                 | Tổng thời lượng:                                   | 43:49      |

### In Life (repackaged edition)
Nguồn tham khảo từ Melon.
| STT              | Nhan đề                                          | Phổ lời                                                       | Phổ nhạc                                                         | Arrangement                             | Thời lượng |
| ---------------- | ------------------------------------------------ | ------------------------------------------------------------- | ---------------------------------------------------------------- | --------------------------------------- | ---------- |
| 1.               | "The Tortoise and the Hare" (토끼와 거북이)      | 3racha                                                        | 3racha Amanda MNDR Warner Peter Wade Keusch                      | Amanda MNDR Warner Peter Wade Keusch    | 3:44       |
| 2.               | "Back Door"                                      | 3racha                                                        | 3racha HotSauce                                                  | HotSauce Bang Chan (3racha)             | 3:09       |
| 3.               | "B Me"                                           | 3racha earattack                                              | 3racha earattack                                                 | earattack Larmook                       | 3:25       |
| 4.               | "Any" (아니)                                     | 3racha                                                        | 3racha Matluck Tele                                              | Tele Bang Chan (3racha)                 | 2:49       |
| 5.               | "Ex" (미친놈)                                    | Bang Chan (3racha) Changbin (3racha)                          | Bang Chan (3racha) Changbin (3racha) HotSauce                    | HotSauce                                | 3:37       |
| 6.               | "We Go" (Bang Chan, Changbin, Han)               | 3racha                                                        | 3racha Nick Furlong DallasK                                      | DallasK Bang Chan (3racha)              | 2:38       |
| 7.               | "Wow" (Lee Know, Hyunjin, Felix)                 | Lee Know Hyunjin Felix Kass                                   | Christopher Worthly Massimo Del Gaudio Andreas Ringblom          | Andreas Ringblom                        | 3:14       |
| 8.               | "My Universe" (Seungmin, I.N featuring Changbin) | Iggy Ung Kim Changbin (3racha) Seungmin I.N                   | Iggy Ung Kim                                                     | Ung Kim                                 | 3:23       |
| 9.               | "God's Menu" (神메뉴)                            | 3racha                                                        | 3racha Versachoi                                                 | Versachoi                               | 2:48       |
| 10.              | "Easy"                                           | 3racha                                                        | 3racha Mike Daley Mike J Henry Oyekanmi Mitchell Owens           | Mike Daley Mitchell Owens               | 3:03       |
| 11.              | "Pacemaker"                                      | 3racha Jinri (Full8loom)                                      | 3racha Jinri (Full8loom) Glory Face (Full8loom) Jake (ARTiffect) | Glory Face (Full8loom) Jake (ARTiffect) | 3:11       |
| 12.              | "Airplane" (비행기)                              | MosPick $un Young Chance Bang Chan (3racha) Changbin (3racha) | MosPick $un Young Chance Bang Chan (3racha) Changbin (3racha)    | MosPick $un                             | 3:35       |
| 13.              | "Another Day" (일상)                             | Han (3racha)                                                  | Han (3racha) Bang Chan (3racha)                                  | Bang Chan (3racha)                      | 2:47       |
| 14.              | "Phobia"                                         | 3racha Versachoi                                              | Versachoi Albin Nordqvist                                        | Versachoi                               | 3:33       |
| 15.              | "Blueprint" (청사진)                             | Lee Seuran earattack 3racha                                   | earattack Eniac                                                  | earattack Eniac                         | 4:11       |
| 16.              | "Ta" (타)                                        | 3racha                                                        | 3racha Lee Haesol                                                | Lee Haesol                              | 3:29       |
| 17.              | "Haven"                                          | Bang Chan (3racha)                                            | Bang Chan (3racha) Versachoi                                     | Bang Chan (3racha) Versachoi            | 3:20       |
| Tổng thời lượng: | Tổng thời lượng:                                 | Tổng thời lượng:                                              | Tổng thời lượng:                                                 | Tổng thời lượng:                        | 55:56      |

## Lịch sử phát hành
| Quốc gia | Ngày                          | Định dạng                        | Nhãn đĩa                   |
| -------- | ----------------------------- | -------------------------------- | -------------------------- |
| Toàn cầu | 17 tháng 6 năm 2020 (Go Live) | CD, kỹ thuật số, phát trực tuyến | JYP Entertainment, Dreamus |
| Toàn cầu | 14 tháng 9 năm 2020 (In Life) | CD, kỹ thuật số, phát trực tuyến | JYP Entertainment, Dreamus |

## Xếp hạng
| Bảng xếp hạng (2020)                     | Vị trí cao nhất | Vị trí cao nhất |
| Bảng xếp hạng (2020)                     | Go Live         | In Life         |
| ---------------------------------------- | --------------- | --------------- |
| Album Áo (Ö3 Austria)                    | 27              | –               |
| Album Bỉ (Ultratop Vlaanderen)           | 42              | 36              |
| Album Bỉ (Ultratop Wallonie)             | 69              | 98              |
| Album Cộng hòa Séc (ČNS IFPI)            | –               | 98              |
| Album Đan Mạch (Hitlisten)               | 38              | 27              |
| Album Hà Lan (Album Top 100)             | –               | 78              |
| Album Phần Lan (Suomen virallinen lista) | 38              | 39              |
| Album Pháp (SNEP)                        | 54              | –               |
| Album Đức (Offizielle Top 100)           | 13              | –               |
| Album Hungaria (MAHASZ)                  | 10              | 5               |
| Japanese Albums (Oricon)                 | 6               | –               |
| Album Ba Lan (ZPAV)                      | 5               | 8               |
| South Korean Albums (Gaon)               | 1               | 1               |
| Album Thụy Sĩ (Schweizer Hitparade)      | 43              | –               |
| Album Anh Quốc Digital (OCC)             | 69              | 53              |
| US Heatseekers (Billboard)               | 3               | 4               |
| US World Albums (Billboard)              | 4               | 4               |